# Republika Południowych Moluków
Republika Południowych Moluków (Republik Maluku Selatan) – krótko istniejące państwo w archipelagu Moluków, obejmujące ok. 150 wysp, w tym Ambon, Buru i Seram.
Niepodległość Południowych Moluków proklamowano oficjalnie 25 kwietnia 1950. Był to jeden z efektów trwających na terenie całej Indonezji działań władz Holandii zmierzających do obalenia rządu niepodległej Republiki Indonezji kierowanego przez prezydenta Sukarno i przywrócenia pełnej kontroli nad byłą kolonią. Prezydentem kraju został J.H. Manuhutu. 
W październiku 1950 wojska indonezyjskie zajęły stolicę w Ambon. Rząd republiki udał się na wygnanie do Holandii, gdzie działa do dzisiaj. W kraju pozostał prezydent Soumokil, kontynuujący walkę. Republikę ostatecznie zlikwidowano w 1952. Suomokil dowodził nadal partyzantką na Seram. Schwytany w grudniu 1962, został stracony w kwietniu 1966. 
Największe natężenie walk przypadło na lata 70. XX wieku.

## Prezydenci Republiki Południowych Moluków
- Johanis Manuhutu (1950)
- Chris Soumokil (1950–1966)
- Johan Manusama (1966–1993) (na emigracji w Holandii)
- Frans Tutuhatunewa (1993–2010) (na emigracji w Holandii)
- John Wattilete (2010–) (na emigracji w Holandii)